# Amerikaanse bladneusslangen
Amerikaanse bladneusslangen (Phyllorhynchus) zijn een geslacht van slangen uit de familie toornslangachtigen (Colubridae) en de onderfamilie Colubrinae.

## Naam en indeling
De wetenschappelijke naam van de groep werd voor het eerst voorgesteld door Leonhard Hess Stejneger in 1890.
Er zijn twee soorten, de Amerikaanse bladneusslangen werden eerder ingedeeld bij andere geslachten zoals Salvadora, Lytorhynchus en het niet langer erkende geslacht Phimothyra.

### Soorten
Het geslacht omvat de volgende soorten, met de auteur en het verspreidingsgebied.
| Naam                      | Auteur          | Verspreidingsgebied                                                                       |
| ------------------------- | --------------- | ----------------------------------------------------------------------------------------- |
| Phyllorhynchus browni     | Stejneger, 1890 | Mexico (Sonora, Sinaloa), Verenigde Staten (Arizona)                                      |
| Phyllorhynchus decurtatus | Cope, 1868      | Mexico (Baja California, Sonora, Sinaloa), Verenigde Staten (Arizona, Californië, Nevada) |

## Verspreiding en habitat
Amerikaanse bladneusslangen komen voor in delen van Noord-Amerika en leven in de landen Mexico en de Verenigde Staten.
De habitat bestaat uit zowel gematigde als relatief hete woestijnen en scrubland.

## Beschermingsstatus
Door de internationale natuurbeschermingsorganisatie IUCN is aan beide soorten een beschermingsstatus toegewezen. De slangen worden gezien als 'veilig' (Least Concern of LC).